# Campeonato Europeu de Natação de Velocidade de 1993
O Campeonato Europeu de Natação de Velocidade de 1993 foi a 3ª edição do evento organizado pela Liga Europeia de Natação (LEN). A competição foi realizada entre os dias 11 e 13 de novembro de 1993 em Gateshead no Reino Unido. O campeonato foi expandido para 20 provas.

## Medalhistas
Esses foram os resultados da competição. 
Masculino
| Evento           | Ouro                                                                        | Ouro    | Prata                                                                       | Prata   | Bronze                                                                           | Bronze  |
| 50 m Livre       | Joakim Holmquist · Suécia                                                   | 22.26   | Vladimir Predkin · RússiaSilko Günzel · Alemanha                            | 22.45   | Nenhum                                                                           |         |
| 50 m Costas      | Patrick Hermanspann · Alemanha                                              | 25.76   | Tino Weber · Alemanha                                                       | 25.78   | Zsolt Hegmegi · Suécia                                                           | 25.99   |
| 50 m Peito       | Vassily Ivanov · Rússia                                                     | 27.82   | Ron Dekker · Países Baixos                                                  | 27.89   | Mark Warnecke · Alemanha                                                         | 28.03   |
| 50 m Borboleta   | Carlos Sánchez · Espanha                                                    | 24.04   | Jan Karlsson · Suécia                                                       | 24.19   | Vladimir Predkin · Rússia                                                        | 24.32   |
| 100 m Medley     | Ron Dekker · Países Baixos                                                  | 55.77   | Indrek Sei · Estónia                                                        | 56.07   | Christian Keller · Alemanha                                                      | 56.14   |
| 4x50 m Livre     | Suécia · Christer Wallin · Pär Lindström · Joakim Holmqvist · Zsolt Hegmegi | 1:28.80 | Alemanha · Silko Günzel · Axel Hickmann · Torsten Spanneberg · Ingolf Rasch | 1:28.88 | Croácia · Miloš Milošević · Marijan Kanjer · Alen Loncar · Miroslav Vučetić      | 1:32.96 |
| 4x50 m Costas    | Alemanha                                                                    | 1:44.97 | Reino Unido                                                                 | 1:48.28 | Nenhum                                                                           |         |
| 4x50 m Peito     | Alemanha                                                                    | 1:55.53 | Reino Unido                                                                 | 1:58.24 | Nenhum                                                                           |         |
| 4x50 m Borboleta | Suécia                                                                      | 1:36.53 | Alemanha                                                                    | 1:37.36 | Reino Unido                                                                      | 1:40.27 |
| 4x50 m Medley    | Suécia · Zsolt Hegmegi · Peter Haraldsson · Jan Karlsson · Joakim Holmqvist | 1:39.54 | Rússia                                                                      | 1:40.22 | Alemanha · Patrick Hermanspann · Mark Warnecke · Dirk Vandenhirtz · Silko Günzel | 1:40.23 |

Feminino
| Evento           | Ouro                                                                            | Ouro    | Prata                                                                        | Prata   | Bronze                       | Bronze  |
| 50 m Livre       | Sandra Völker · Alemanha                                                        | 25.55   | Linda Olofsson · Suécia                                                      | 25.56   | Annette Hadding · Alemanha   | 25.79   |
| 50 m Costas      | Sandra Völker · Alemanha                                                        | 28.26   | Nina Zhivanevskaya · Rússia                                                  | 28.71   | Andrea Kutz · Alemanha       | 29.32   |
| 50 m Peito       | Sylvia Gerasch · Alemanha                                                       | 31.57   | Peggy Hartung · AlemanhaKaren Rake · Reino Unido                             | 31.89   | Nenhum                       |         |
| 50 m Borboleta   | Louise Karlsson · Suécia                                                        | 27.49   | Svetlana Pozdeyeva · Rússia                                                  | 27.88   | Julia Voitowitsch · Alemanha | 27.91   |
| 100 m Medley     | Louise Karlsson · Suécia                                                        | 1:01.45 | Ulrika Jardfelt · Suécia                                                     | 1:02.74 | Sylvia Gerasch · Alemanha    | 1:03.12 |
| 4x50 m Livre     | Suécia · Ellenor Svensson · Linda Olofsson · Louise Karlsson · Susanne Lööv     | 1:41.27 | Alemanha · Sandra Völker · Annette Hadding · Silvia Stahl · Anke Scholz      | 1:43.08 | Reino Unido                  | 1:46.04 |
| 4x50 m Costas    | Alemanha                                                                        | 2:01.15 | Reino Unido                                                                  | 2:02.45 | Nenhum                       |         |
| 4x50 m Peito     | Reino Unido                                                                     | 2:11.28 | Alemanha                                                                     | 2:11.34 | Nenhum                       |         |
| 4x50 m Borboleta | Alemanha                                                                        | 1:53.06 | Reino Unido                                                                  | 1:55.62 | Finlândia                    | 1:57.17 |
| 4x50 m Medley    | Alemanha · Sandra Volker · Sylvia Gerasch · Julia Voitowitsch · Annette Hadding | 1:53.26 | Suécia · Ulrika Jardfeldt · Hanna Jaltner · Louise Karlsson · Linda Olofsson | 1:53.74 | Reino Unido                  | 1:57.13 |

## Quadro de medalhas
| Ordem | País          | Medalha de ouro | Medalha de prata | Medalha de bronze | Total |
| ----- | ------------- | --------------- | ---------------- | ----------------- | ----- |
| 1     | Alemanha      | 9               | 7                | 7                 | 23    |
| 2     | Suécia        | 7               | 4                | 1                 | 12    |
| 3     | Reino Unido   | 1               | 5                | 3                 | 9     |
| 4     | Rússia        | 1               | 4                | 1                 | 6     |
| 5     | Países Baixos | 1               | 1                | 0                 | 2     |
| 6     | Espanha       | 1               | 0                | 0                 | 1     |
| 7     | Estónia       | 0               | 1                | 0                 | 1     |
| 8     | Croácia       | 0               | 0                | 1                 | 1     |
| 8     | Finlândia     | 0               | 0                | 1                 | 1     |
| Total | Total         | 20              | 22               | 14                | 56    |